# Пикайзен, Игорь Леонидович
Игорь Пикайзен (родился 16 ноября 1987 г.) — русско-американский скрипач.

## Ранний период жизни
Пикайзен родился в Москве в очень музыкальной семье. Он начал брать уроки игры на скрипке в возрасте 5 лет у своего дедушки Виктора Пикайзена. В возрасте 8 лет он дал свой первый концерт (Концерт № 2 Моцарта), а к 12 годам начал выступать с Симфоническим оркестром Московского радио, сотрудничать с Анкарской филармонией и Московским камерным оркестром. В 1999 году он переехал в Соединённые Штаты Америки и начал учиться в Манхэттенской музыкальной школе у Кенг-Юэнь Цзэна, получив степень бакалавра в Джульярдской школе и степень магистра в Йельской музыкальной школе.
С 2012 года выступал в качестве солиста с крупными оркестрами Европы, Азии, Северной и Южной Америки в Карнеги-холле, в зале имени Чайковского, Флэджи, Элис Талли-холл, Кадоган-холл, Концертном зале Тайбэя, Президент-холле, Тбилисском оперном зале, Центре искусств Ньюмана, Центр искусств Торонто, Зал Фелипе Вильянуэва, Национальный дворец искусств в Мехико, Театр Сан-Кугат в Барселоне, Театр де Льяго-эн-Фрутильяр, Театр Карло Феличе, Сендайский концертный зал в Японии, Малый зал Московской консерватории. Выступая в качестве солиста с национальными симфоническими оркестрами России, Японии, Канады, Тайваня, Турции, Мексики, Польши, Италии, Румынии, Мексики, Чили, Грузии, США, выступал под управлением таких дирижёров, как Хорхе Местер, Лукаш Борович, Бретт Митчелл, Лиор Шамбадал, Тосиюки Симада, Эмиль Табаков, Хобарт Эрл, Гюрер Айкал, Томас Рёснер, Ежи Сальваровский, Нурхан Арман, Даниэль Юппер, Хосе-Луис Домингес и многие другие. Его дебютная запись для Warner Music Korea с Лондонским филармоническим оркестром выходит в 2023 году и будет включать скрипичный концерт Глазунова, а также оригинальную версию Вальса-Скерцо Чайковского.
Игорь Пикайзен записал произведения Паганини, Изаи, Чайковского, Марто, Дебюсси, Брамса, Эллиота Картера, Сен-Санса для Naxos , Pentatone , ProMusica , Orchid Classics и Warner Music. Он частый гость на фестивалях по всему миру. В настоящее время он является профессором скрипки в Музыкальной школе Ламонта при Денверском университете, а также является художественным руководителем фестиваля Edelioref в Уэстпорте, штат Коннектикут.

## Оценка деятельности
По мнению сайта издательство АРТсервис, "Игорь Пикайзен (1987*) является одним из наиболее ярких скрипачей своего поколения.
"Отмеченный наградами русско-американский скрипач Игорь Пикайзен уверенно зарекомендовал себя как один из самых выдающихся и востребованных солистов своего поколения. Прославленный на четырех континентах как критиками, так и публикой за его «поразительные технические способности» и «величественно сочный тон», Игорь Пикайзен «несомненно находится в авангарде крупной музыкальной карьеры» (Moscow Times).

## Семья
- Дедушка — скрипач Виктор Пекайзен
- Мать — пианистка Татьяна Пикайзен

## Награды
- 2008 — Международный конкурс скрипачей Kloster Schöntal , Шёнталь, Германия — 2-я премия
- 2009 — Международный конкурс имени Тадеуша Вроньского, Варшава, Польша — 1-я премия[10]
- 2013 — Международный конкурс скрипачей Генрика Шеринга, Мехико, Мексика — 2-я премия
- 2015 — Международный конкурс скрипачей имени Луиса Сигалла «Vina del Mar», Сантьяго, Чили — 1-я премия[5]